# Diócesis de Miracema do Tocantins
La diócesis de Miracema do Tocantins (en latín: Miracemana Tocantinensis y en portugués: Diocese de Miracema do Tocantins) es una circunscripción eclesiástica de la Iglesia católica en Brasil. Se trata de una diócesis latina, sufragánea de la arquidiócesis de Palmas. Desde el 21 de mayo de 2008 su obispo es Philip Eduard Roger Dickmans.

## Territorio y organización
La diócesis tiene 70 488 km² y extiende su jurisdicción sobre los fieles católicos de rito latino residentes en 28 municipios del estado de Tocantins: Abreulândia, Araguacema, Barrolândia, Bernardo Sayão, Bom Jesus do Tocantins, Brasilândia do Tocantins, Centenário, Colinas do Tocantins, Colméia, Couto de Magalhães, Dois Irmãos do Tocantins, Fortaleza do Tabocão, Goianorte, Guaraí, Itacajá, Itapiratins, Itaporã do Tocantins, Juarina, Miracema do Tocantins, Miranorte, Pedro Afonso, Pequizeiro, Presidente Kennedy, Recursolândia, Rio dos Bois, Santa Maria do Tocantins, Tupirama y Tupiratins.
La sede de la diócesis se encuentra en la ciudad de Miracema do Tocantins, en donde se halla la Catedral de Santa Teresa del Niño Jesús.
En 2023 en la diócesis existían 20 parroquias agrupadas en 4 regiones pastorales que llevan los nombres de los evangelistas.

## Historia
La prelatura territorial de Miracema do Norte fue erigida el 11 de octubre de 1966 con la bula De animorum utilitate del papa Pablo VI, derivando su territorio de la diócesis de Porto Nacional. Originalmente era sufragánea de la arquidiócesis de Goiânia.
El 4 de agosto de 1981 la prelatura territorial fue elevada al rango de diócesis con la bula Qui ad Beatissimi del papa Juan Pablo II.
El 4 de octubre de 1989 la diócesis asumió su nombre actual.
El 27 de marzo de 1996 cedió una parte de su territorio para la erección de la arquidiócesis de Palmas, de la que simultáneamente se convirtió en sufragánea, mediante la bula Maiori spirituali bono del papa Juan Pablo II.
El 31 de enero de 2023 cedió otra porción de su territorio para la erección de la diócesis de Araguaína mediante una bula del papa Francisco el 31 de enero de 2023.

## Estadísticas
Según el Boletín de la Santa Sede la diócesis tenía en 2023 un total de 145 248 fieles bautizados.
| Año                                                                             | Población            | Población | Población      | Sacerdotes | Sacerdotes    | Sacerdotes    | Bautizados por sacerdote | Diáconos permanentes | Religiosos | Religiosos | Parroquias |
| Año                                                                             | Bautizados católicos | Total     | % de católicos | Total      | Clero secular | Clero regular | Bautizados por sacerdote | Diáconos permanentes | Varones    | Mujeres    | Parroquias |
| ------------------------------------------------------------------------------- | -------------------- | --------- | -------------- | ---------- | ------------- | ------------- | ------------------------ | -------------------- | ---------- | ---------- | ---------- |
| 1966                                                                            | ?                    | 100 000   | ?              | 9          | 3             | 6             | ?                        |                      |            |            | 3          |
| 1970                                                                            | 120 000              | 125 000   | 96.0           | 7          | 3             | 4             | 17 142                   |                      | 5          | 10         | 6          |
| 1976                                                                            | 96 500               | 105 561   | 91.4           | 9          | 4             | 5             | 10 722                   |                      | 6          | 33         | 7          |
| 1980                                                                            | 119 300              | 134 600   | 88.6           | 13         | 6             | 7             | 9176                     |                      | 9          | 36         | 12         |
| 1990                                                                            | 174 000              | 203 000   | 85.7           | 10         | 5             | 5             | 17 400                   |                      | 6          | 55         | 16         |
| 1999                                                                            | 123 812              | 162 911   | 76.0           | 13         | 10            | 3             | 9524                     |                      | 4          | 20         | 14         |
| 2000                                                                            | 125 104              | 164 611   | 76.0           | 14         | 11            | 3             | 8936                     |                      | 3          | 22         | 14         |
| 2001                                                                            | 126 586              | 166 560   | 76.0           | 15         | 12            | 3             | 8439                     |                      | 3          | 22         | 14         |
| 2002                                                                            | 122 102              | 162 803   | 75.0           | 14         | 12            | 2             | 8721                     |                      | 2          | 28         | 14         |
| 2003                                                                            | 135 832              | 181 110   | 75.0           | 14         | 13            | 1             | 9702                     |                      | 1          | 23         | 14         |
| 2004                                                                            | 136 701              | 184 732   | 74.0           | 15         | 13            | 2             | 9113                     |                      | 2          | 23         | 14         |
| 2013                                                                            | 160 000              | 215 700   | 74.2           | 24         | 16            | 8             | 6666                     | 1                    | 8          | 29         | 19         |
| 2016                                                                            | 151 280              | 221 000   | 68.5           | 23         | 20            | 3             | 6577                     | 2                    | 5          | 26         | 19         |
| 2019                                                                            | 155 000              | 226 300   | 68.5           | 21         | 19            | 2             | 7380                     | 10                   | 4          | 27         | 22         |
| 2023                                                                            | 145 248              | 207 498   | 70.0           | 23         | 22            | 1             | 6315                     | ?                    | 1          | 22         | 20         |
| Fuente: Catholic-Hierarchy, que a su vez toma los datos del Anuario Pontificio. |                      |           |                |            |               |               |                          |                      |            |            |            |

## Episcopologio
- James Collins, C.SS.R. † (27 de octubre de 1966-14 de febrero de 1996 retirado)
- João José Burke, O.F.M. † (14 de febrero de 1996 por sucesión-14 de marzo de 2006 falleció)
  - Sede vacante (2006-2008)
- Philip Eduard Roger Dickmans, desde el 21 de mayo de 2008